# حديقة إلكامينو التذكارية
حديقة إلكامينو التذكارية (بالإنجليزية: El Camino Memorial Park)‏ هي مقبرة تقع في طريق 5600 كارول كانيون في وادي سورينتو المجاور لسان دييغو. تأسست في عام 1960.

## أعلام
- راي كروك
- ميلبورن ستون
- إم. لاري لورانس